# Joaquim Ribeiro de Avelar
Joaquim Ribeiro de Avelar, primeiro barão com grandeza de Capivari, (Rio de Janeiro, 1791 – Pati do Alferes, 2 de julho de 1863) foi um fazendeiro e nobre brasileiro.
Filho do tenente Antônio Ribeiro de Avelar e de Antonia Maria da Conceição. Nasceu na rua das Violas, freguesia de Santa Rita, no centro do Rio de Janeiro. Órfão muito cedo, foi, ainda no século XVIII com sua mãe, irmãos e cunhados para a fazenda do Pau Grande, em Pati do Alferes.
Quando adulto assumiu, depois de sérias disputas com um de seus cunhados, a direção da Casa Pau Grande que era um latifúndio famíliar composto de sete sesmarias, propriedade de uma sociedade comercial integrada por sua mãe e irmãos. Foi uma fazenda inicialmente de cana de açúcar, considerada pioneira no plantio do café na região sul fluminense, com diversos recordes de produção, motivo da grande fortuna que conseguiram amealhar.
Solteiro, teve um filho único reconhecido, Joaquim Ribeiro de Avelar, visconde de Ubá. Era avô da baronesa consorte de Muritiba e de Antônio Velho Ribeiro de Avelar, deputado fluminense.
Integrava uma grande família de titulares fluminenses, pois era tio da baronesa do Pati do Alferes, do barão do Guaribu, do 1.º barão de São Luís e do visconde da Paraíba. Tio avô da viscondessa do Arcozelo e do barão de São Geraldo. Era primo do marquês de Maricá, do barão de Ubá e de Dona Galvina Ribeiro de Avelar.
Foi uma das grandes lideranças políticas e econômicas fluminenses no século XIX. Foi vereador e presidente da Câmara Municipal de Vassouras. Era ligado politíca e comercialmente ao barão de Vassouras. Tinha relações com a poderosa e rica família paulista Garcia Borges. Era inimigo de seu sobrinho o Barão de Guaribú, com quem tinha desavenças familiares e disputas financeiras.
Foi agraciado barão por Decreto Imperial de 15 de novembro de 1846. Acrescido das honras de Grandeza por Decreto de 11 de outubro de 1848.
Morreu na sua fazenda do Pau Grande, em cuja capela foi sepultado.